# Mohammed Gammoudi
Mohammed Gammoudi, eigenlijk Mohamed Tlili ben Abdallah, (Arabisch: محمد التليلي بن عبدالله) (Sidi Ach, 11 februari 1938) is een voormalige Tunesische langeafstandsloper. Hij was de eerste succesvolle atleet uit Maghreb. Eerder had ook de Algerijn Alain Mimoun, internationaal uitkomend voor Frankrijk, verschillende internationale wedstrijden gewonnen. Ook was Gammoudi de eerste Tunesiër die goud won op de Olympische Spelen. In totaal won hij op de Spelen vier olympische medailles. Opmerkelijk zijn ook de vier gouden medailles die hij won op de Middellandse Zeespelen.

## Biografie

### Eerste successen
Gammoudi liep zich voor het eerst op een internationale wedstrijd in de schijnwerpers toen hij in 1963 in het Franse Narbonne zowel de 5000 m als 10.000 m won op de Middellandse Zeespelen. Ondanks deze prestatie was hij ten tijde van zijn olympische debuut in 1964 nog relatief onbekend op de Olympische Spelen van Tokio. Tijdens de olympische 10.000 m baanwedstrijd zorgde de Australische wereldrecordhouder Ron Clarke ervoor, dat het tempo daar hoog lag. Met nog een ronde te gaan had Clarke al zijn rivalen weggelopen, met uitzondering van Gammoudi en de Amerikaan Billy Mills. Beiden waren onbekend en liepen sneller dan ooit. Met nog 50 meter voor de boeg leek Gammoudi de wedstrijd te gaan winnen, toen alsnog Mills hem voorbij liep en won. Twee dagen later trok Gammoudi zich terug op de 5000 m om nog onbekende redenen.

### Twee medailles in Mexico-Stad
Het hoogtepunt van zijn atletiekcarrière behaalde Mohamed Gammoudi in 1968. Vlak voor de Spelen verbeterde hij op 3 juli 1968 zijn persoonlijk record op de 5000 m naar 13.38,8 en het feit dat hij in 1967 zijn gouden medailles prolongeerde op de Middellandse Zeespelen, maakte hem tot een van de favorieten op deze Spelen. Op de Olympische Spelen van Mexico-Stad won hij goud op de 5000 m door de Kenianen Kip Keino (zilver) en Naftali Temu (brons) te verslaan. Zijn overwinning is met name te danken aan zijn slotronde van 54,8 seconde.
Op de 10.000 m moest hij met een tijd van 29.34,2 genoegen nemen met een bronzen medaille achter de Keniaan Naftali Temu (goud) en de Ethiopiër Mamo Wolde (zilver).
Bij de International Cross Country Championships, die gezien kunnen worden als voorloper van het huidige WK veldlopen, won Gammoudi datzelfde jaar eveneens goud. Met een tijd van 35.26 bleef hij slechts één seconde voor de Engelsman Ron Hill. Op negen seconden achterstand werd de Engelsman Roy Fowler derde.

### Olympische Spelen van München in 1972
Op de Middellandse Zeespelen in 1971 won Mohammed Gammoudi alleen een zilveren medaille op de 5000 m. Niettemin maakte hij kans op goud op de Olympische Spelen van München. Op de 10.000 m was het veld compact op het 4800 meterpunt, toen plotseling de Fin Lasse Virén struikelde en viel. Mohammed Gammoudi viel over hem heen. Lasse Virén herpakte zichzelf snel, maar Gammoudi had veel langer nodig om weer op de been te komen. Na nog anderhalve ronde gelopen te hebben, keek hij aan tegen een achterstand van 100 m en gaf hij de pijp aan maarten. In tegenstelling tot de 10.000 m verliep het begin van de 5000 m vrij traag. In de laatste 2000 m nam de snelheid toe, waarbij Lasse Virén en de Amerikaanse kampioen Steve Prefontaine zich losmaakten uit de kopgroep. In de laatste mijl versloeg de Fin Virén met tien meter voorsprong zijn concurrent Prefontaine. Dit was de laatste grote wedstrijd van Mohammed Gammoudi.
Mohamed Gammoudi was de populairste sportman van Tunesië, totdat hij na de zomer van 1973 stopte met de wedstrijdsport.

## Titels
- Olympisch kampioen 5000 m – 1968
- Magreb kampioen 5000 m – 1967, 1969, 1971
- Magreb kampioen 10.000 m – 1967, 1969, 1971

## Persoonlijke records
| Onderdeel | Prestatie | Datum             | Plaats  |
| --------- | --------- | ----------------- | ------- |
| 5000 m    | 13.27,4   | 10 september 1972 | München |
| 10.000 m  | 27.54,8   | 31 augustus 1972  | München |

## Palmares

### 5000 m
- 1963:  Middellandse Zeespelen – 14.07,4
- 1967:  Middellandse Zeespelen – 14.02,2
- 1968:  OS – 14.05,01
- 1971:  Middellandse Zeespelen – 13.40,8
- 1972:  OS – 13.27,33

### 10.000 m
- 1963:  Middellandse Zeespelen – 29.34,2
- 1964:  OS – 28.24,8
- 1967:  Middellandse Zeespelen – 31.01,6
- 1968:  OS – 29.34,2

1912: Hannes Kolehmainen ·
1920: Joseph Guillemot ·
1924: Paavo Nurmi ·
1928: Ville Ritola ·
1932: Lauri Lehtinen ·
1936: Gunnar Höckert ·
1948: Gaston Reiff ·
1952: Emil Zátopek ·
1956: Vladimir Koets ·
1960: Murray Halberg ·
1964: Bob Schul ·
1968: Mohammed Gammoudi ·
1972: Lasse Virén ·
1976: Lasse Virén ·
1980: Miruts Yifter ·
1984: Saïd Aouita ·
1988: John Ngugi ·
1992: Dieter Baumann ·
1996: Vénuste Niyongabo ·
2000: Millon Wolde ·
2004: Hicham El Guerrouj ·
2008: Kenenisa Bekele ·
2012: Mo Farah ·
2016: Mo Farah ·
2020: Joshua Cheptegei ·
2024: Jakob Ingebrigtsen
- Gemeinsame Normdatei: 1062134109
- World Athletics: 14349068
- International Standard Name Identifier: 0000 0000 5351 4073
- Library of Congress Control Number: no2005037199
- Virtual International Authority File: 4660278
- WorldCat: E39PBJpVbF3w9jPBVvc4883vpP